# Plusquellec
Plusquellec település Franciaországban, Côtes-d’Armor megyében. Lakosainak száma 557 fő (2022. január 1.). Plusquellec Calanhel, Callac, Carnoët, Duault és Plourac’h községekkel határos.

## Népesség
A település népességének változása:
| Lakosok száma | 825  | 575  | 551  | 504  | 563  | 533  | 527  | 539  | 546  | 557  |
|               | 1968 | 1982 | 1990 | 2006 | 2013 | 2015 | 2017 | 2019 | 2020 | 2022 |